# Zelfportret 1913
Zelfportret is een belangrijk schilderij van de De Stijl-voorman Theo van Doesburg. Het werk is door het Instituut Collectie Nederland in blijvend bruikleen gegeven aan het Centraal Museum in Utrecht.

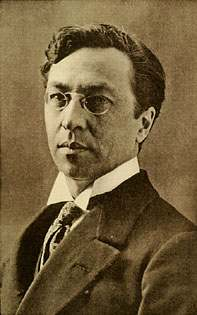
Anoniem. Wassily Kandinsky. Afkomstig uit diens Rückblicke. Berlin: Sturm Verlag, 1913.

Het werk is linksonder gesigneerd "Theo vDoesburg; 1913". In het jaar 1913 is het Van Doesburg, dan 30 jaar oud en al 14 jaar actief als schilder, nog steeds niet gelukt carrière te maken als kunstschider. In die 14 jaar heeft hij, op de publicatie in 1910 van de portfolio De maskers af! na, voor zover bekend, geen enkel werk verkocht. Om in zijn levensonderhoud te voorzien schreef hij vanaf 1912 artikelen over hedendaagse kunst. Aanvankelijk verketterde hij het kubisme en de abstracte kunst nog, tot hij in 1913 de autobiografie Rückblicke van Wassily Kandinsky las en een overtuigd aanhanger werd van diens 'vergeestelijking' van de kunst en mogelijk ook om zo een nieuwe impuls aan zijn in het slop geraakte schilderscarrière te geven.
Zelfportret uit 1913 is Van Doesburgs eerste statement van zijn nieuw verkregen inzichten. Het is direct ontleend aan de portretfoto in Kandinsky's Rückblicke en staat in schril contrast met eerdere zelfportretten als Zelfportret met hoed uit 1906 en Zelfportret met hoed uit omstreeks 1909. Van Doesburg laat zich niet meer zien zoals hij is, als eerlijke, hardwerkende ambachtsman, maar zoals hij zichzelf nu ziet, een zelfbewust wereldburger, een denker, een filosoof.

Te lang heeft den mensch beheerscht en is gehuldigd geweest het begrip dat de kunstenaar als een soort wilde, van de wereld afgezonderd behoorde te leven, om in zelfgenoegzaam egoïsme en in den ban van levensvrees buiten-het-levenstaande kunstwerken voort te brengen. Wij zijn een nieuw tijdperk ingetreden, waarin de kunstenaar in zijn aesthetische, tegelijk een pædagogische en sociale roeping vervult. De kunstenaar heeft deel aan de kultuur. Hij vormt haar. Hij staat in het leven en het leven staat in hem. Elke nieuwe gedachte op het universeele leven veroverd is een nieuwe ruimteafmeting, die door hem heenging, en, wil zijn werk althans inhoud hebben en niet in systeem verdorren, tot gestalte komt is de beelding
— Theo van Doesburg (1919)

Het werk markeert het begin van een lange zoektocht naar een passende manier om vorm te geven aan het geestesleven, die via het visionair-expressionistische werk van De Winter en het geometrisch-kubistische werk van Filia uiteindelijk tot de kunstbeweging De Stijl zou leiden.

## Herkomst
Na Van Doesburgs dood in 1931 kwam het werk in bezit van zijn vrouw Nelly van Doesburg, die het in 1975 aan haar nicht Wies van Moorsel naliet. Van Moorsel schonk het in 1981 aan het Instituut Collectie Nederland, die het in 1999 in blijvend bruikleen gaf aan het Centraal Museum.

## Tentoonstellingen
Zelfportret was op de volgende tentoonstellingen te zien:
- ‘1940’. Deuxième exposition Rétrospective Van Doesburg, 15 januari-1 februari 1932, Porte de Versailles Parc des Expositions, Parijs.
- Société des Artistes Indédendants. 46e exposition (?), 18 januari-3 maart 1935, Grand Palais des Champs-Élysées, Parijs.
- Cubism and abstract art, 2 maart-19 april 1936, Museum of Modern Art, New York.
- Theo van Doesburg, 2-31 mei 1936, Stedelijk Museum, Amsterdam.
- Theo van Doesburg. Retrospective exhibition, 29 april-31 mei 1947, Art of this Century Gallery, New York.
- Walt Kuhn, Lyonel Feininger and Theo van Doesburg (?), juni-15 juli 1947, County Museum of Art, Los Angeles.
- Theo van Doesburg, 29 juli-24 augustus 1947, San Francisco Museum of Modern Art, San Francisco.
- Theo van Doesburg (?), september 1947, Henry Art Gallery, Seattle.
- Theo van Doesburg. Paintings, drawings, photographs and architectural drawings, 15 oktober-8 november 1947, The Renaissance Society of the University of Chicago, Chicago.
- Theo van Doesburg, 20 november-12 december 1947, Cincinnati Art Museum, Cincinnati.
- Exhibition Van Doesburg, 5-23 januari 1948, Robinson Hall, Harvard University, Cambridge, Massachusetts.
- 1983, Den Haag.